# Jean-Baptiste Masui
Jean-Baptiste Masui (Brussel, 17 januari 1798, aldaar, 11 december 1860) was een Belgische ingenieur. Hij was de eerste directeur-generaal van de Belgische Staatsspoorwegen, Posterijen en Telegraaf.

## Opleiding en werken
Jean-Baptiste Masui ving op jonge leeftijd wetenschappelijke studies aan (1812). In 1814 trad hij in de functie van ingenieur in dienst bij de stad Brussel. Een van zijn eerste werken was de verbetering van het Kanaal van Willebroek teneinde de bevaarbaarheid te optimaliseren. Na de revolutie in 1830 kwam hij tussen in de polders waar de dijken veel hadden te lijden van de revolutionaire onlusten. Verscheidene waterlopen dienden teruggeleid naar hun stroombed en veel buiten de oevers getreden water diende te worden weggepompt.
De door Masui geleide waterbouwkundige werken waren opzienbarend.

## Loopbaan
Op 17 januari 1837 werd Masui bevorderd tot secretaris-generaal bij met Ministerie van Openbare Werken.
Koning Leopold I was verrast door Masui’s werk en bij Koninklijk Besluit van 25 december 1837 vereerde hij hem met het kruis van ridder in de Leopoldsorde.
Het jaar nadien, in 1838, werd Masui bevorderd tot ingenieur 1-ste klasse. Op 1 september van dat jaar bekwam hij de graad van directeur bij het Bestuur van de Belgische Spoorwegen die toen in Mechelen hun hoofdzetel hadden.

Doordat Masui's prestaties blijvende voldoening schonken aan het staatshoofd, besliste Koning Leopold I op 27 september 1841 Masui's graad in de Leopoldsorde te verhogen tot officier.

Zowat acht jaar later, op 24 januari 1850, werd Jean-Baptiste Masui ingevolge een nieuw Koninklijke Besluit benoemd als directeur-generaal van de Spoorwegen, Posterijen en Telegraaf.

## Overlijden en eerbetoon

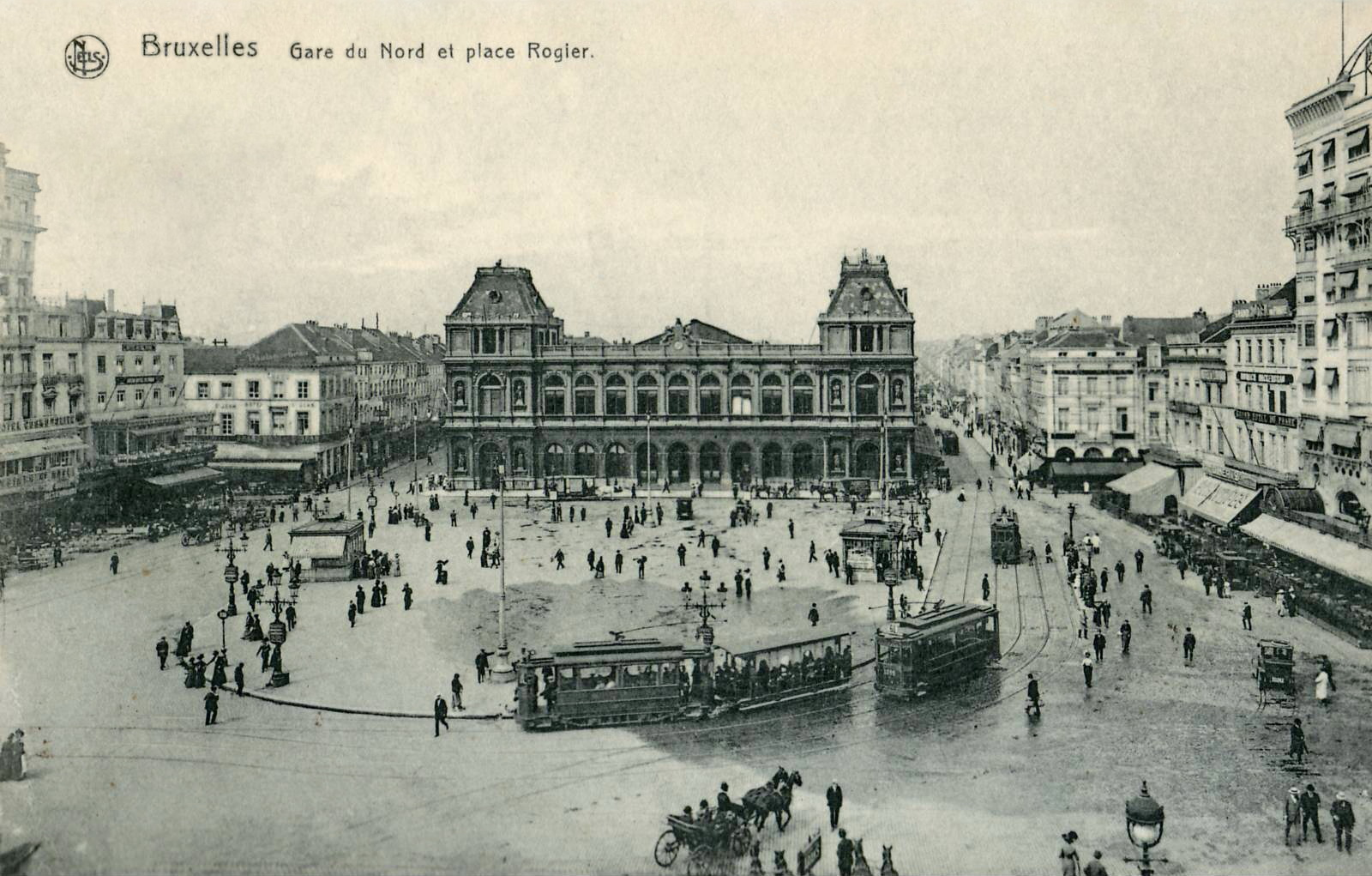
Het voormalige noordstation aan het Rogierplein.

Jean-Baptiste Masui was in hoge mate beproefd door het vroegtijdig overlijden van zijn dochter en zijn echtgenote.
Hij zelf overleed zeer plots en onverwacht op dinsdag, 11 december 1860.
Hij genoot het respect van velen. Om die reden werd hij vereerd met een nationale begrafenisplechtigheid, die op 13 december 1860 plaatsvond in de kerk Onze-Lieve-Vrouw Van Finisterrae te Brussel. Verscheidene politieke en administratieve personaliteiten waren daarbij aanwezig.
Buitenlandse regeringen bewezen hem om ter meeste eer: de decoraties die hij van Frankrijk, Oostenrijk, Pruisen en andere Duitse staten, Rusland, Piémont, Spanje en Nederland mocht ontvangen, getuigen van de uitmuntende reputatie die Masui in het buitenland genoot.
Te zijner ere werd op 1 mei 1867 een standbeeld onthuld, dat hem voorstelde in een kostuum in groot ornaat. Dit monument was opgesteld in de hall van het eerste Brusselse noordstation (dat destijds gelegen was aan het Rogierplein, van 1846 tot 1955). Het beeld wordt thans bewaard te Brussel, in het spoorwegmuseum ‘’Train World’’ (naast het station van Schaarbeek).
Te Schaarbeek zijn daarenboven een plein en een straat naar Jean-Baptiste Masui genoemd:
- de Masuistraat,
- het Masuiplein,
- de Verlengde Masuistraat.